# Ștefan Rusu
Ștefan Rusu, född den 2 februari 1956 i Rădăuţi, Rumänien, är en rumänsk brottare som tog OS-brons i lättviktsbrottning i den grekisk-romerska klassen 1976 i Montréal, OS-guld i samma viktklass 1980 i Moskva och OS-brons i welterviktsklassen 1984 i Los Angeles.  